# 제19회 미국 배우 조합상
제19회 미국 배우 조합상은 2012년 뛰어난 활동을 보인 영화 배우를 기리기 위해 2013년 1월에 열린 시상식이다.

## 수상 및 후보

### 영화부문 앙상블상
- 아르고 - 벤 애플렉 수상
- 베스트 엑조틱 메리골드 호텔 - 존 매든
- 레미제라블 - 톰 후퍼
- 링컨 - 스티븐 스필버그
- 실버라이닝 플레이북 - 데이빗 O. 러셀

### 영화부문 여우주연상
- 실버라이닝 플레이북 - 제니퍼 로렌스 수상
- 빈라덴 암살작전 - 제로 다크 서티 - 제시카 차스테인
- 러스트 앤 본(가제) - 마리옹 꼬띠아르
- 히치콕 - 헬렌 미렌
- 더 임파서블 - 나오미 왓츠

### 영화부문 남우주연상
- 링컨 - 다니엘 데이 루이스 수상
- 실버라이닝 플레이북 - 브래들리 쿠퍼
- 세션: 이 남자가 사랑하는 법 - 존 호키스
- 레미제라블 - 휴 잭맨
- 플라이트 - 덴젤 워싱턴

### 영화부문 여우조연상
- 레미제라블 - 앤 해서웨이 수상
- 링컨 - 샐리 필드
- 세션: 이 남자가 사랑하는 법 - 헬렌 헌트
- 페이퍼보이 - 니콜 키드먼
- 베스트 엑조틱 메리골드 호텔 - 매기 스미스

### 영화부문 남우조연상
- 링컨 - 토미 리 존스 수상
- 아르고 - 알란 아킨
- 007 스카이폴 - 하비에르 바르뎀
- 실버라이닝 플레이북 - 로버트 드 니로
- 더 마스터 - 필립 세이모어 호프만

### 영화부문 스턴트 상
- 007 스카이폴 수상
- 어메이징 스파이더맨
- 본 레거시
- 다크 나이트 라이즈
- 레미제라블

### TV드라마부문 앙상블연기상
- 다운튼 애비 시즌2 수상
- 보드워크 엠파이어 시즌3
- 브레이킹 배드 시즌5 - 마크 존슨
- 홈랜드 시즌2 - 마이클 쿠에스타
- 매드 맨 5 - 제니퍼 게트징거 외 1명

### TV드라마부문연기상(여자)
- 홈랜드 시즌2 - 클레어 데인즈 수상
- 다운튼 애비 시즌2 - 미셀 도커리
- 아메리칸 호러 스토리 시즌2 - 제시카 랭
- 굿 와이프 4 - 줄리아나 마굴리스
- 다운튼 애비 시즌2 - 매기 스미스

### TV드라마부문연기상(남자)
- 브레이킹 배드 시즌5 - 브라이언 크랜스톤 수상
- 보드워크 엠파이어 시즌3 - 스티브 부세미
- 뉴스룸 - 제프 다니엘스
- 매드 맨 5 - 존 햄
- 홈랜드 시즌2 - 데미안 루이스

### 코미디부문 앙상블연기상
- 모던 패밀리 4 수상
- 30 락 시즌6 - 존 리기
- 빅 뱅 이론 6
- 글리 4
- 너스 재키 시즌3
- The office 시즌9

### 코미디부문연기상(여자)
- 팍스 앤 레크리에이션 시즌5 - 에이미 포엘러 수상
- 너스 재키 시즌3 - 에디 팔코
- 30 락 시즌6 - 티나 페이
- 모던 패밀리 4 - 소피아 베르가라
- 핫 인 클리블랜드 3 - 베티 화이트

### 코미디부문연기상(남자)
- 30 락 시즌6 - 알렉 볼드윈 수상
- 모던 패밀리 4 - 타이 버렐
- 루이 3 - 루이스 C.K.
- 빅 뱅 이론 6 - 짐 파슨스
- 모던 패밀리 4 - 에릭 스톤스트릿

### TV영화/미니시리즈부문 연기상(여자)
- 게임 체인지 - 줄리안 무어 수상
- 헤밍웨이 & 겔혼 - 니콜 키드먼
- Restless - 샬롯 램플링
- Political Animals - 시고니 위버
- Steel Magnolias - 알프리 우다드

### TV영화/미니시리즈부문 연기상(남자)
- 햇필드 앤 맥코이 - 케빈 코스트너 수상
- 게임 체인지 - 우디 해럴슨
- 게임 체인지 - 에드 해리스
- 헤밍웨이 & 겔혼 - 클라이브 오웬
- 햇필드 앤 맥코이 - 빌 팩스톤

### TV부문 스턴트 상
- 왕좌의 게임 2 수상
- 보드워크 엠파이어 시즌3
- 브레이킹 배드 시즌5
- 썬즈 오브 아나키 5
- 워킹 데드 3

## 같이 보기
- 제65회 프라임타임 에미상
- 제66회 영국 아카데미 영화상
- 제70회 골든 글로브상
- 제85회 아카데미상